# Francisco Domingo Barbosa Da Silveira
Francisco Domingo Barbosa Da Silveira, né le 26 mars 1944 à Tambores et mort le 17 juin 2015 à Madrid, est un prélat catholique uruguayen.

## Biographie
Ordonné prêtre en 1972, il est nommé évêque du diocèse de Minas en 2004. En 2009, il est obligé de démissionner après avoir admis avoir eu des relations homosexuelles avec deux prisonniers, ceux-ci le faisant chanter. 
À la suite de ce scandale, il s'installe en Espagne. 